# Lista de episódios de Naruto Shippuden (13.ª temporada)
Esta é uma lista de episódios da décima terceira temporada de Naruto Shippuden. Foi exibida entre 4 de abril de 2013 e 26 de Setembro de 2013, compreendendo do episódio 307 ao 332. 
| # | Título                                                                     | Estreia                |
| --- | -------------------------------------------------------------------------- | ---------------------- |
| 307 | "Desaparescendo no Luar" "月光に消ゆ"                                      | 04 de Abril de 2013    |
| (Filler) Kabuto ressussita Gekkou Hayate, que conta do último fato de quando Hayate presenciava Dosu Kinuta confrontando Gaara para lutar em seu lugar para confrontar Sasuke, quando Baki assassina Hayate e dos últimos fatos de quando Gaara é detido. Kabuto traz outros cadáveres e possui Hayate. Yuugao se encarrega de esconder os corpos dos mortos da guerra para os Zetsus não os usem ou sejam possuídos por Kabuto e presencia uma outra invasão e dentre eles está Hayate, mas Yuugao se recusava a caçá-lo pelo fato de ser seu antigo amor. |                                                                            |                        |
| 308 | "Noite de Lua Crescente" "三日月の夜"                                      | 11 de Abril de 2013    |
| (Filler)Yuugao vai em missão para caçar Hayate e dois ninjas possuídos por Kabuto. Um dos ninjas possuídos acaba sendo pego. Youkaze e Sakura enfrentam outro ninja possuído e Yuugao e Inou Hayate. Youkaze passa sua espada para Yuugao, mas ela simplesmente deixa cair. Youkaze acaba sendo ferido quando protegia Yuugao e Sakura e Inou conseguem pegar outro ninja. Sakura fica intrigada porque Yuugao deixou a Raiz, ela conta que teve seus dias quando treinou com Hayate e seus momentos de felicidade. Depois recebe a notícia da morte de Hayate, como também fica trêmula quando segurava espada. Sakura fala que não poderia perdoar Kabuto, como também pelo fato de possuir pessoas e obrigá-las a lutar contra quem não quer lutar e vai atrás de Hayate. Youkaze fica curioso porque Yuugao deixou a Raiz, Yuugao responde que ao pegar a espada, ainda lembrava do Hayate, mas Yousuke fala para não temer e ir atrás de Hayate, como também entrega sua espada. Sakura vai atrás de Hayate, mas é salva por Yuugao e o engana com um Kawarimi. Yuugao e Hayate se confrontam, mas Kabuto o pressiona e Hayate se fere com a própria espada de Yuugao e Sakura aparece com o grupo de selamento para pegar Hayate. Yuugao relembra que Hayate também a protegia, mesmo até depois da morte. |                                                                            |                        |
| 309 | "Missão Nível A! Competição de Comida!" "A級任務・御膳試合"                | 18 de Abril de 2013    |
| (Filler) Naruto ainda procurava infiltrados e dá de cara com Karui que não o reconhece por estar no modo chacra. Naruto revê Tatewaki que pergunta de Deidara e Sasori e relembra de uma missão quando Tsunade manda Naruto, Shikamaru, Choji e Ino em uma missão de nível A. Tsunade também manda um ninja da Raiz também na missão. Deidara e Sasori faziam planos com Hidan e Kakuzu para a invasão do país. Enquanto Shikamaru e Ino faziam planos para conseguir pegar Shuu de Tatewaki, Naruto e Choji participam da competição de comida, que Naruto não aguenta. Naruto se disfarça de Shuu e Ino usa o Shintenshin para pegar Shuu. Shikamaru mostra a carta do pai para Shuu. Choji chega na final na competição alimentar, mas Shikamaru o segura que o faz ficar com o segundo lugar. |                                                                            |                        |
| 310 | "A Queda do Castelo" "落城"                                                | 25 de Abril de 2013    |
| (Filler) Shikamaru, Choji e Ino guardam Shuu, mas ele ainda estava ansioso para se encontrar com a princesa Chiyou e ele engana Shikamaru. A princesa Chiyou e Tatewaki percebem do disfarce de Naruto e Naruto fala que Shuu está a salvo a caminho de sua terra natal, mas seu reino é atacado pelos Akatsukis, Deidara que começa a causar explosões e Sasori com suas marionetes. Tatewaki pede para ficar com a princesa Chiyou enquanto ele ia atrás de seu pai. Ao entrar no castelo, descobre que seu rei está morto e acaba sendo morto por Sasori. Naruto conta que a princesa Chiyou e Shuu foram bem recebidos em sua terra natal e estão bem, que faz Tatewaki se desfazer sem ter algum ressentimento. |                                                                            |                        |
| 311 | "Prólogo do Filme O Caminho Ninja" "Prologue of Road to Ninja"             | 02 de Maio de 2013     |
| (Omake) Naruto e seus colegas de Konoha aproveitam seu dia de folga antes do mascarado da Akatsuki iniciar o seu Tsukuyomi Infinito limitado antes do início do filme "O Caminho Ninja". |                                                                            |                        |
| 312 | "O Velho e o Olho de Dragão" "老人と龍の目"                                | 09 de Maio de 2013     |
| (Filler) Lee reencontra Chen e relembra de quando o conheceu quando Naruto e Ten Ten vão visitar seu túmulo, mas descobrem que Chen está vivo e Lee pede a Chen para que ensine o Dragão Deus de Konoha, mas Chen se recusa. Lee pede para tentar receber o ataque, mas acaba sendo derrotado e Chen se retira. Guy e Lee estão frente a frente com Chen e Lee usa o Omoke Renge diferente e derrota Chen. Chen fica intrigado porque Lee ainda mantinha sua devoção e persistência e Lee responde que foi o próprio Guy que o motivou, mesmo depois da derrota que sofreu de Gaara e quando perdeu os movimentos de suas mãos e pernas e Chen explica que tinha um discípulo que não sabia usar ninjutsu e o perdeu na Terceira Grande Guerra Shinobi e Chen morre sem ter algum ressentimento. |                                                                            |                        |
| 313 | "Chuva e Depois Neve, com a Possibilidade de Raios" "雨のち雪, ときどき雷" | 16 de Maio de 2013     |
| (Filler) Shikamaru, Choji, Ino, Kiba e Sakura reencontram um garoto chamado Yota que o conheceram na infância. Naruto nota os elementos da natureza causados por Yota. |                                                                            |                        |
| 314 | "Chuva Dolorosa" "悲しい天気雨"                                            | 23 de Maio de 2013     |
| (Filler) Shikamaru, Choji, Ino, Kiba e Sakura ainda relembram de quando conheceram Yota e quando Yota faz amizade com Naruto. Naruto ainda relembra quando alguns ninjas da Raiz capturou Yota, fato que causou a morte dele. |                                                                            |                        |
| 315 | "Neve Persistente" "名残雪"                                                | 30 de Maio de 2013     |
| (Filler) Naruto afirma que os tais Yotas são na verdade Zetsus brancos disfarçados. Shikamaru, Choji, Ino, Kiba e Sakura conseguem derrotar os falsos Yotas. Naruto ainda relembra de quando Naruto, Shikamaru, Choji, Ino, Kiba e Sakura vão salvar Yota, mas Yota salva o grupo e acaba sendo afogado. Yota fala que ele chegou a conhecê-los na época infantil quando ele estava morto e que foi ressussitado por Orochimaru e Kabuto, mas fica feliz por ter partilhado um forte laço de amizade até mesmo depois da morte e morre feliz. |                                                                            |                        |
| 316 | "Forças Aliadas do Edo Tensei!" "穢土転生連合軍!!"                         | 6 de Junho de 2013     |
| (Filler) Kabuto recruta outros novos reencarnados para dar continuidade em seu plano, mas na verdade todos eram parentes dos membros das Forças Aliadas Shinobi desde a Primeira e a Terceira guerra e também Genins. |                                                                            |                        |
| 317 | "Shino VS Torune!" "シノ VS トルネ !!""                                    | 13 de Junho de 2013    |
| (Filler) Shino fica diante de Torune e relembra de sua infância de quando eles se conheceram, quando Torune entra na Raiz e quando Torune conhece Fuu. Shino acaba quase caindo na armadilha, mas é salvo pelo Bushin do Naruto. O Bushin Naruto confronta Torune, mas é Shino que é golpeado, mas Shino fala que pegou a toxina e usou em seus insetos para ficarem imunes. Shino sela Torune, mas afirma ter feito bons amigos. |                                                                            |                        |
| 318 | "O Buraco no Coração - O Outro Jinchuuriki" "心の穴・もう一人の人柱力""    | 20 de Junho de 2013    |
| (Filler) Motoi aparece para auxiliar Bee e um bando de Zetsus brancos e com o antigo Jinchuuriki do Hachibi, Fukai emboscado por Orochimaru no passado e também recolheu amostras do chifre do Hachibi para criar um pseudo-Bijuu. Fukai e Bee se enfrentam usando o Lariat, mas Bee fala que encontrou aquilo que faltava e Fukai se desfaz sem ter ressentimentos. |                                                                            |                        |
| 319 | "A Alma que Habita o Interior de uma Marionete" "傀儡に宿る魂"             | 27 de Junho de 2013    |
| (Filler) Mifune e seus samurais confronta Kimimaro e Chiyou. mas são salvos por Kankuro. Chiyou vê a marionete de Sasori e relembra daqueles antigos dias e de quando partilhava um laço de amizade com Mashimo, antigo amigo de infância de Sasori. Chiyou confronta Kankuro e a marionete de Sasori e Kankuro apresenta as marionetes dos pais de Sasori que tinha quando tentavam salvar Gaara, como também pode sentir as almas que estavam presentes em suas marionetes. Kankuro pensa que a Chiyou morreu, mas na verdade prega uma peça no Kankuro. |                                                                            |                        |
| 320 | "Corra, Omoi" "走れオモイ"                                                 | 04 de Julho de 2013    |
| (Filler) Raikage fica intrigado porque Omoi abandona o campo de batalha, mas na verdade Omoi vai buscar grupo de jovens guerreiros da aliança que foi emboscado pelos Zetsus brancos. Tsunade manda Bushin Naruto para ajudar Omoi, mas Omoi tira o Bushin Naruto fora da batalha, meio que sem querer. Omoi descobre que os Zetsus brancos absorveram areia vermelha, capaz de criar um gás tóxico, mas Omoi não desistiu e consegue rastrear as crianças. Omoi fica sem chacra e deixa as crianças lidar com o pequeno grupo de Zetsus que restaram e assim todos sobrevivem aos ataques dos Zetsus. |                                                                            |                        |
| 321 | "Os Reforços Chegam" "増援到着"                                            | 18 de Julho de 2013    |
| O mascarado começa a mobilizar os Edo-Jinchuurikis para capturar Naruto e Bee. Naruto dispersa seus Bushins para cada canto para lidar com os infiltrados, no posto médico onde se encontra Sakura e Shizune, onde estão o time 8 Kiba, Hinata, Neji e Shino e também o time 10 Ino, Choji e Shikamaru. Contudo, um inimigo antigo finalmente dá as caras com a ajuda de Edo Mui, seu nome é Madara Uchiha. |                                                                            |                        |
| 322 | "Uchiha Madara" "うちはマダラ"                                             | 25 de Julho de 2013    |
| Madara fica intrigado com as bandanas que os ninjas usam e começa seu ataque, como também desperta o poder do Rinnegan. O Bushin Naruto, Gaara e Onoki tentam contra-atacar, mas nada podem fazer. Madara solta um meteoro usando o Doton mas Onoki e Gaara param o meteoro, mas não conseguem parar o segundo. Madara tenta uma Kuchiose, mas a Kyuubi ainda continua preso no Naruto e contra-ataca com um mokuton. Tsunade planeja se juntar ao campo de batalha. |                                                                            |                        |
| 323 | "Reunindo os Cinco Kages" "五影集結...!!"                                  | 01 de Agosto de 2013   |
| Kyuubi dá seu chacra ao Bushin Naruto para confrontar Madara. Tsunade pede a Mabui para ser enviada no campo de batalha. Raikage pede para ser enviado junto com Tsunade. Mabui discorda, mas manda os dois. Shikaku solicita a Genma que forme um grupo para um teletransporte para mandar a Mizukage Mei junto dos outros Kages, Gaara e Onoki. Finalmente o circo é armado e os 5 cinco Kages finalmente se reúnem. Raikage e Mei confrontam Madara enquanto Tsunade cura Gaara e Onoki. Os cinco Kages pedem para Naruto e Bee para confrontar o outro Madara, ou seja o falso Madara. Naruto e Bee se encontra com o mascarado da Akatsuki. |                                                                            |                        |
| 324 | "A Máscara Indestrutível e o Estourar das Bolhas" "傀儡に宿る魂"           | 08 de Agosto de 2013   |
| (Semi-Filler) Naruto e o mascarado batem de cabeça. Utakata passa uma mensagem a Naruto depois de resolver uma missão do jutsu proibido de Hotaru e de quando foi capturado pelos Seis Caminhos da Dor. Naruto comenta do tal Madara que apareceu que deixa o mascarado pasmo e com uma risada afirma que realizará o Tsuki no Me. O mascarado já coloca em cena todos os 6 Jinchuuriki com seus respectivos Bijuus, exceto Gaara porque ele foi ressussitado. |                                                                            |                        |
| 325 | "Jinchuuriki VS Jinchuriki!" ""人柱力 VS 人柱力!"                          | 15 de Agosto de 2013   |
| Os 6 Jinchuurikis enfrentam Naruto e Bee, mas também revive também os 6 Bijuus. Samehada relembra da luta que teve com Yonbi quando ainda lutava ao lado de Kisame. Naruto deduz que para derrotar os 6 Jinchuurikis, teria de tirar todas as estacas que dão vida a eles, assim como os 6 caminhos da dor de Pain, criado por Nagato. Bee e Hachibi tentam remover o campo de observação para combater os 6 Jinchuurikis e cospem tinta para selá-los de uma só vez, mas acabam se tornando Bijuus. Durante a luta, Naruto quase é capturado pelo mascarado, mas acaba sendo salvo por Guy e Kakashi. |                                                                            |                        |
| 326 | "Quatro Caudas: O Eremita Rei dos Macacos" "四尾・仙猿の王"                | 22 de Agosto de 2013   |
| Sasuke já entra em ação e já revela seu novo Mangekyou Sharingan. Suigetsu e Juugo dirigem até o esconderijo de Orochimaru e discutem. Durante a luta, Kyuubi e Hachibi discutem, mas Naruto acaba na boca do Yonbi. Kyuubi e Hachibi discutem mais uma vez. Naruto quase engolido, perde a consciência e dá de cara com Yonbi e se apresenta como Son Goku (nome do protagonista da série Dragon Ball) e também revê Kyuubi que o chama de Kurama (personagem de Yuyu Hakusho[NOTA: O personagem de Yuyuhakusho se chama "Kurama Youko", ou seja Youkai (demonio) Kurama. O personagem SON GOKU obviamente é uma homenagem à serie Dragon ball, mas o personagem KURAMA se refere á uma lenda oriental, onde KURAMA significa meio que raposa demoniaca, o que justifica o nome da Kyuuubi, e o nome do Shuichi Minamino (personagem de Yuyu Hakusho)]). Naruto fala de sua vida da época infantil, mas sente inveja de Bee e Hachibi, como também do vínculo que possuem. Yonbi faz um pacto com Naruto para derrubar o plano do mascarado. Qual será as reais intenções do Yonbi? |                                                                            |                        |
| 327 | "Kyuubi" "九尾"                                                            | 29 de Agosto de 2013   |
| (Omake)Kyuubi relembra parte de seu passado e o que passou quando estava com Naruto e quando este o tenta atormentar para se libertar. |                                                                            |                        |
| 328 | "Kurama" "九喇嘛"                                                          | 29 de Agosto de 2013   |
| Naruto consegue se libertar e deixa um Bushin Senjutsu. Enquanto Naruto tentava puxar a estaca, o Bushin Senjutsu empurra no lado de dentro que remove a estaca. |                                                                            |                        |
| 329 | "Duas Duplas" "ツーマンセル"                                               | 05 de Setembro de 2013 |
| Mesmo tendo puxado o receptor de chakra, Naruto não consegue salvar Son e ele é puxado pela estátua Mazou. Kurama toma uma decisão e faz um pacto com Naruto. Naruto assume uma outra forma diferente do modo chakra que ainda vinha mantido, atingindo a aparência e parte do raio amarelo de Namikaze Minato. Naruto consegue alcançar os receptores de chakra e Naruto dá de cara com todos os 5 Jinchuurikis e seus 5 Bijuus. Kurama relembra de quando os 9 Bijuus estavam reunidos antes de separarem. Naruto remove os 5 receptores de chakra e o mascarado absorve os 5 Bijuus, mas Naruto afirma que conheceu todos os seus Jinchuurikis e seus respectivos Bijuus. |                                                                            |                        |
| 330 | "Predição de Vitória" "勝利への予言""                                      | 12 de Setembro de 2013 |
| Inoichi faz um discurso para que a força aliada se junte ao Naruto e Bee na batalha. Ainda no fim do episódio aparece Sasuke. |                                                                            |                        |
| 331 | "Olhos que Veem a Escuridão" "闇を見る眼"                                  | 19 de Setembro de 2013 |
| Karin começa a fazer sua cena depois de Sasuke tê-la abandonado quando este tentou matá-la quando foi feita de refém por Danzou, mas na verdade, a foto carregava um kit médico. Suigetsu e Juugo discutem e encontram o esconderijo de Orochimaru. Suigetsu relembra do dia quando Sasuke os recrutou. Juugo enlouquece e sua força abre um buraco onde existe partes de experiências realizadas por Orochimaru. Sasuke ainda confronta os Zetsus brancos e descobre que está acontecendo uma guerra e relembra quando confrontou Naruto duas vezes, uma na época infantil e outra no País do Trovão envolvendo Kakashi e Sakura, mesmo assim, Sasuke segue seu caminho e seu desejo por ódio ainda aumentava. |                                                                            |                        |
| 332 | "Determinação de Pedra" "石の意志"                                         | 26 de Setembro de 2013 |
| Durante a luta contra Madara, Madara os encurrala. Onoki ainda relembra de quando foi treinado na época infantil. Com o ataque de Onoki, o rosto de Hashirama aparece no peito de Madara. Madara menospreza Tsunade, pelo fato de ser fraca e não chegar aos pés de Hashirama, mas Tsunade afirma que não é tão fraca assim. Itachi tenta alcançar o esconderijo da Akatsuki mas este acaba sendo surpreendido por Sasuke, mas Itachi reconhece que aquilo que fez foi errado pelo seu irmão e queria algo melhor. |                                                                            |                        |

1. ↑  Lista de Episódios no Anime News Network